# Thanawin Pholcharoenrat
Thanawin Pholcharoenrat (ธนวินท์ ผลเจริญรัตน์; nascido em 12 de novembro de 2000), apelidado de Winny (วินนี่) é um ator, cantor e modelo tailandês da GMMTV. Ele é mais conhecido por seus papéis nas séries Fish upon the Sky (2021), My School President (2022) e We Are (2024).

## Infância e educação
Thanawin concluiu o ensino secundário no Bangkok Christian College e está atualmente cursando o Bacharelado em Direito (LL.B.) em Direito Empresarial na Universidade Thammasat.

## Carreira

### 2021–2022
Em 2021, ele estreou como Koh, um personagem coadjuvante na série da GMMTV Fish upon the Sky. Em 2022, ele interpretou Nay em Star in My Mind, estabelecendo ainda mais sua presença no gênero BL tailandês.
Em dezembro de 2022, Thanawin apareceu como Win em My School President, onde foi pareado com Kittiphop Sereevichayasawat (Satang). Sua química na tela levou os fãs a apelidá-los de par shippado "Winny-Satang", um dos chamados "casais estabelecidos" da GMMTV, ou atores que frequentemente aparecem juntos em séries românticas e, adicionalmente, participam de shows, fanmeetings, eventos promocionais e entrevistas juntos.

### 2023–presente
Em 2023, Thanawin e Kittiphop participaram de fanmeetings pela Ásia para promover My School President, incluindo um evento no Vietnã, Camboja, Tóquio, Singapura e Filipinas. Thanawin também é dono de uma marca de roupas chamada Gummy Boy.

## Filmografia
| Ano  | Título                          | Personagem                    | Notas            | Canal  |
| ---- | ------------------------------- | ----------------------------- | ---------------- | ------ |
| 2021 | Fish upon the Sky               | Koh                           | Papel recorrente | GMM 25 |
| 2022 | Star and Sky: Star in My Mind   | Ne                            | Papel recorrente | GMM 25 |
| 2022 | Star and Sky: Sky in Your Heart | Ne (Ep. 8)                    | Papel convidado  | GMM 25 |
| 2022 | My School President             | Win                           | Papel recorrente | GMM 25 |
| 2023 | Midnight Museum                 | It (Ep. 2)                    | Papel convidado  | GMM 25 |
| 2023 | Our Skyy 2                      | Ne/Win                        | Papel recorrente | GMM 25 |
| 2024 | We Are                          | Nirandon Yodsavathin (Q)      | Papel principal  | GMM 25 |
| 2024 | My Love Mix-Up!                 | Membro do Chinzhilla (Ep. 11) | Papel convidado  | GMM 25 |
| 2024 | High School Frenemy             | Jom (Ep. 5)                   | Papel convidado  | GMM 25 |
| TBA  | That Summer                     | Lava                          | Papel principal  | GMM 25 |